# Canadian Albums Chart
Canadian Albums Chart là một loại bảng xếp hạng dựa trên doanh số tiêu thụ album chính thức của Canada. Bảng xếp hạng được biên soạn lại vị trí xếp hạng vào mỗi thứ tư hành tuần dựa trên sự theo dõi của công ty Nielsen Soundscan và xuất bản vào mỗi thứ năm bởi Jam! Canoe và Billboard cùng với hai bảng xếp hạng đĩa đơn là Canadian Singles Chart và Canada BDS Canada Airplay Chart.
Bảng xếp hạng này bao gồm có 200 vị trí và "Canadian Albums Chart" vẫn là nguồn gốc xếp hạng và lượng tiêu thụ đáng tin cậy nhất đối với các album phổ biến ở Canada.

## Liên kết
- Top 100 Albums In Canada
- Canadian Albums Chart